# Alex Pettyfer
Alexander Richard Pettyfer (Stevenage, 10 april 1990) is een Brits acteur en model. Hij is de zoon van Richard Pettyfer en Lee Ireland, voormalig model en binnenhuisarchitecte. 
Pettyfer werd als kind model en maakte in 2006 zijn filmdebuut in Tom Brown's Schooldays. Later deed hij nog mee in Stormbreaker, gebaseerd op het gelijknamige boek van Anthony Horowitz, en Tormented. In 2008 was hij samen met Emma Roberts te zien in de film Wild Child (2008) en groeide door het succes van die film uit tot een geliefd tieneracteur. Hij was onder andere in 2008 model voor Burberry.